# The Best of Scorpions Vol. 2
The Best of Scorpions Vol. 2 ist ein Kompilationsalbum der deutschen Hard-Rock-Band Scorpions, das im Jahre 1984 veröffentlicht wurde.

## Entstehungsgeschichte
RCA Records besaß die Rechte an den Scorpionsalben von 1974 bis 1978. In den 1970er/1980er Jahren erschienen mehrere ähnlich gelagerte Kompilationen wie Hot & Heavy und The Best of Scorpions, zum Teil in unterschiedlichen Versionen. The Best of Scorpions Vol. 2 ist eine Fortsetzung von The Best of Scorpions aus dem Jahr 1979. Mit Speedy’s Coming, All Night Long und We’ll Burn the Sky wurden Lieder des Tokyo Tapes-Album beigefügt. Berücksichtigt wurden außerdem die Alben Fly to the Rainbow (They Need a Million, This Is My Song), In Trance (Top of the Bill, Longing for Fire, Sun in My Hand), Virgin Killer (Catch Your Train, Crying Days).
Das Cover zeigt die Zeichnung eines Skorpion auf einer Frauenhand, deren Fingernägel rot lackiert sind, vor schwarzem Hintergrund. Eine CD-Veröffentlichung folgte 1990.
Das Album erreichte bei der Veröffentlichung Platz 175 der Billboard 200.

## Rezeption
Stephen Thomas Erlewine von Allmusic.com schrieb, es gebe auf dem Album wegen der ausgewählten Zeitspanne nicht viel, mit dem „der durchschnittliche Metalhead“ vertraut sei, aber es umfasse einige Highlights der betreffenden Platten. Er vergab viereinhalb von fünf Sternen.

## Titelliste
1. Top of the Bill – 3:22
2. They Need a Million – 4:47
3. Longing for Fire – 2:42
4. Catch Your Train – 3:32
5. Speedy’s Coming (Live) – 3:21
6. Crying Days – 4:36
7. All Night Long (Live) – 2:55
8. This Is My Song – 4:07
9. Sun in My Hand – 4:20
10. We’ll Burn the Sky (Live) – 8:16